# Nightwalk
Nightwalk är en svensk kortfilm från 1998 i regi av Ylva Gustavsson.

## Handling
En kvinna på väg hem i natten upptäcker att hon är förföljd. Situationen blir allt mer hotfull när så en oanad möjlighet plötsligt uppenbarar sig. 

## Om filmen
Filmen festivalvisades den 29 januari 1998 på Sture-Teatern i Stockholm. Filmen är baserad på en verklig händelse.

## Rollista i urval
- Ann-Sofie Rase
- Michael Nyqvist